# نهر ستانلي

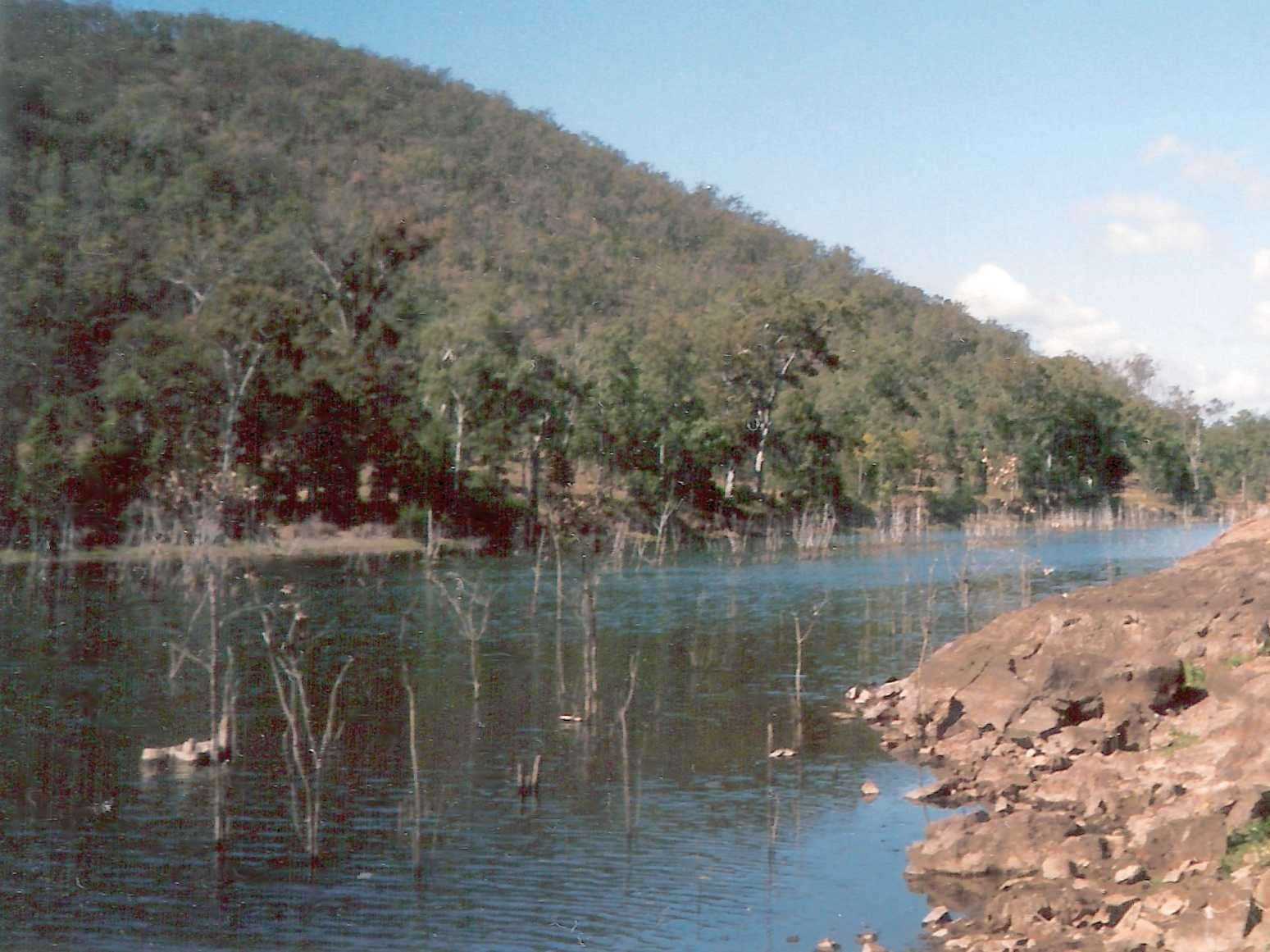
نهر ستانلي
نهر ستانلي بالإنجليزية (Stanley River): نهر يوجد بكوينزلاند , أستراليا، وهو الفرع الرئيسي لنهر بريسبان Brisbane, مجرى وادي النهر يمتد غرباً لمسافة 35 كم جنوب ماليني Maleny عبر منطقة وودفورد Woodford ثم إلى كيلكوي Kilcoy, مساحة حوضه 1330 كم2
مجري النهر واحد من أكثر المناطق في أستراليا تعرضاً للأمطار، فمتوسط هطول الأمطار السنوي 925 ملم.